# Кремда
Кремда (араб. قرمدة) — місто в Тунісі. Входить до складу вілаєту Сфакс. Станом на 2004 рік тут проживало 36 405 осіб.